# Raja Ben Ammar
Raja Ben Ammar, född 1953, död 4 april 2017, var en framstående tunisisk skådespelerska och medgrundare till kulturcentret Mad’art i Kartago. Hon är bland annat känd för sin roll i Férid Boughedirs film Halfaouine, l'enfant des terrasses som släpptes 1990. 
Raja Ben Ammar studerade teater på Münchens Ludwig-Maximilian-universitet i Tyskland. Efter att ha återvänt till Tunisien gick hon med i teatergruppen i Kef, som under den tiden leddes av Moncef Souissi. Tillsammans med Jaila Baccar, Fadhel Jaïbi och Fadhel Jaziri gick hon senare med i Tunis teatergrupp. 
År 1980 skapade Ben Ammar ”Théâtre Phou”, som gav upphov till ett flertal kända pjäser som El Amal (1986), Saken Fi Hay Essaida (1989) och Bayaa el Hawa (1995). Det är tack vare dessa verk som hon vann priset för bästa skådespelerska år 1987, 1989 och 1995 på Kartagos teaterfestival.
Tillsammans med sin make, skådespelaren och regissören Moncef Sayem, skapade Ben Ammar kulturcentret Mad’art i Kartago i syfte att skapa nästa generation tunisiska skådespelare. 
Ben Ammar dog i sviterna av en hjärtoperation den 4 april 2017, och begravdes dagen efter i Ariana.